# Brauch

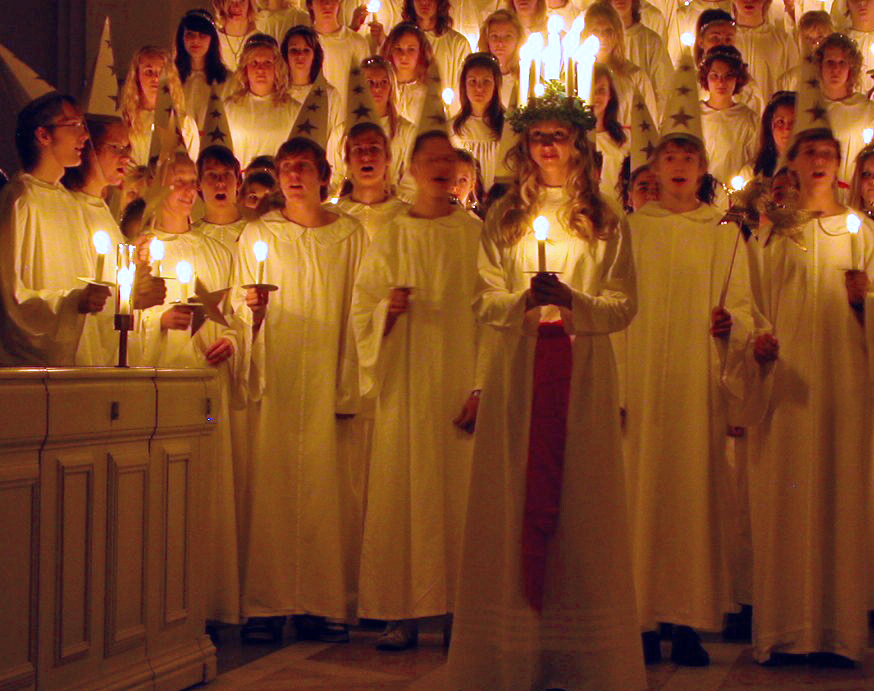
Die ausgiebige Begehung des Luciafestes ist ein besonders in Schweden gepflegter Brauch mit langer Tradition

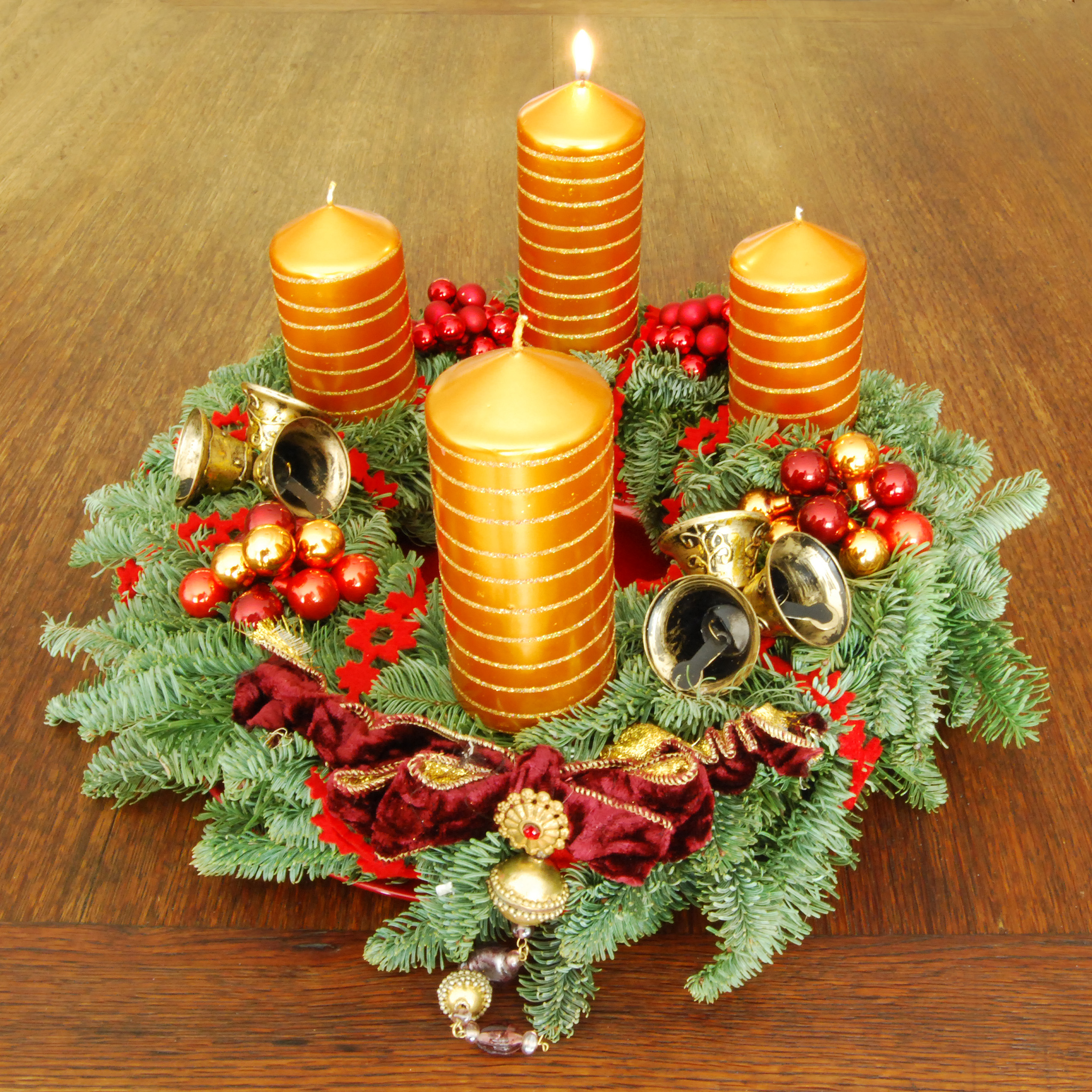
Ein typisch deutscher Adventsbrauch, der Adventskranz

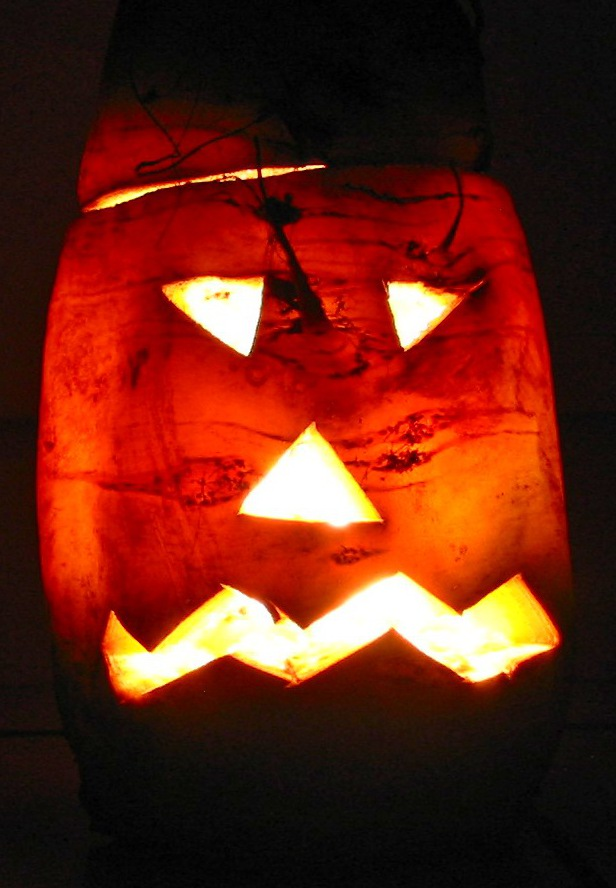
Ausgehöhlte Futterrübe beim Rübengeistern

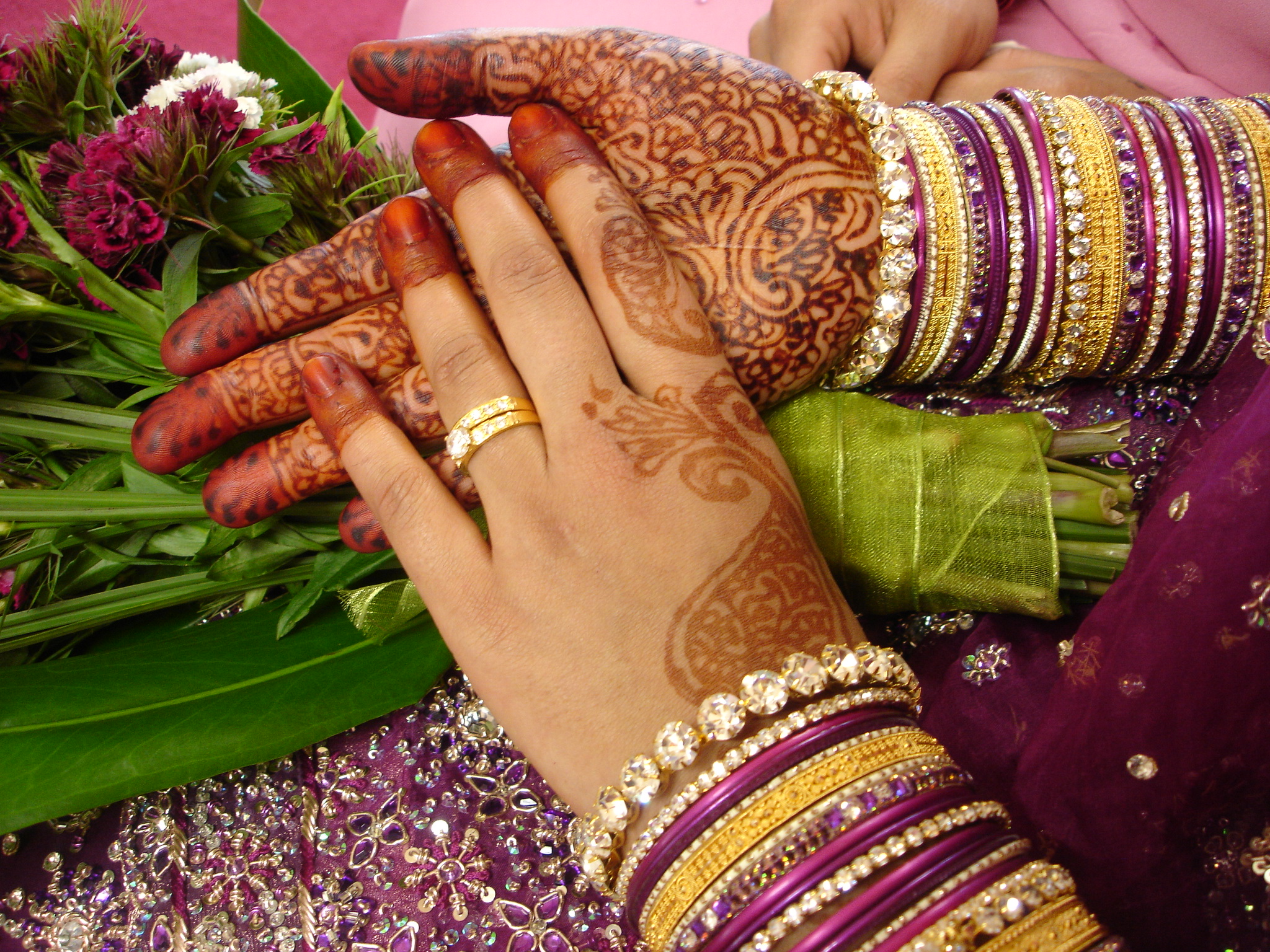
Ein typischer Brauch in Südasien ist das Bemalen der Hände einer Braut am ersten Hochzeitstag mit kunstvollen Henna-Mustern, (siehe auch Mehndi)

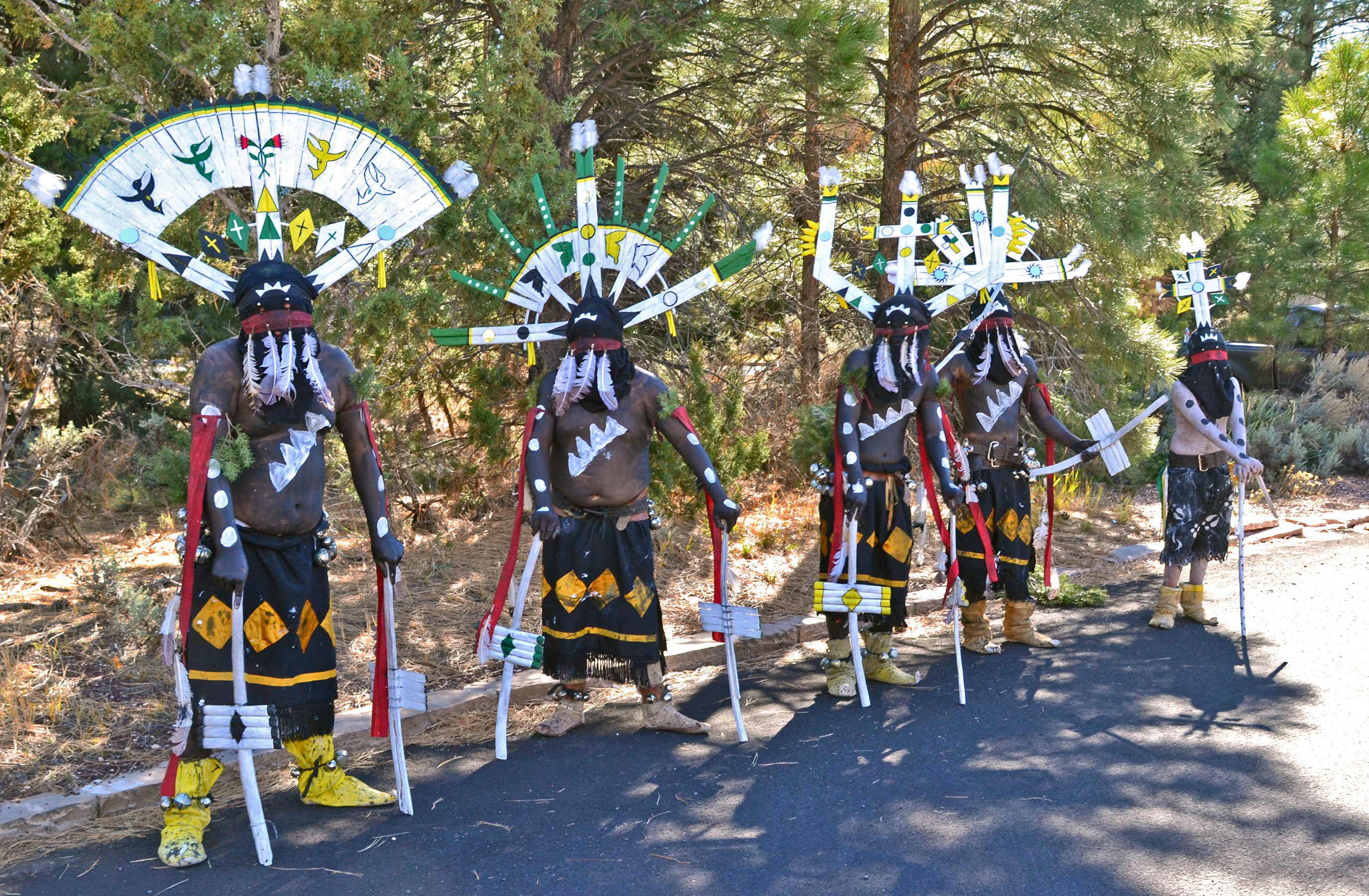
Zum Brauchtum der Apachen gehört der spirituelle „Tanz der Berggeister“

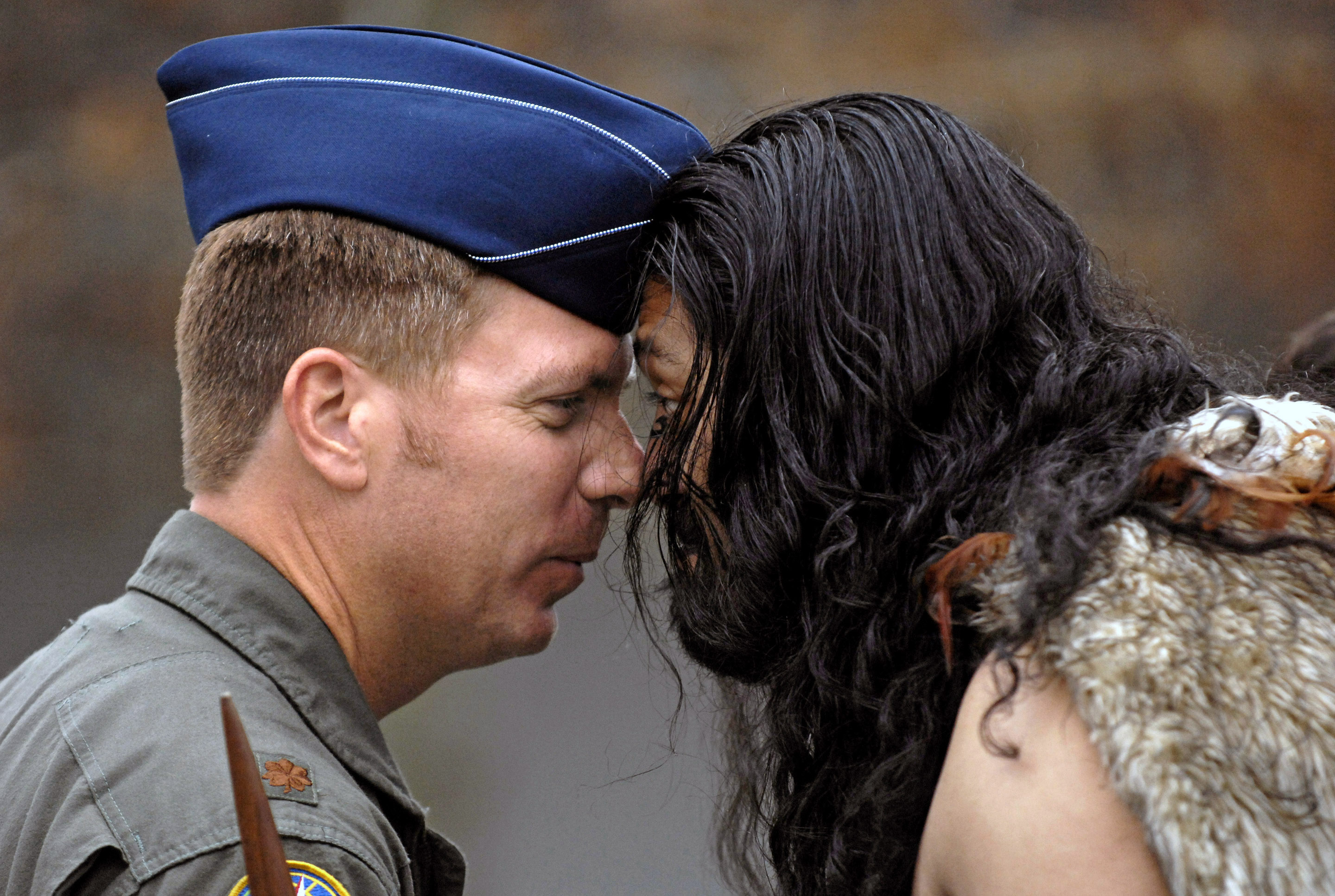
Der Hongi-Gruß ist ein Brauch der Māori

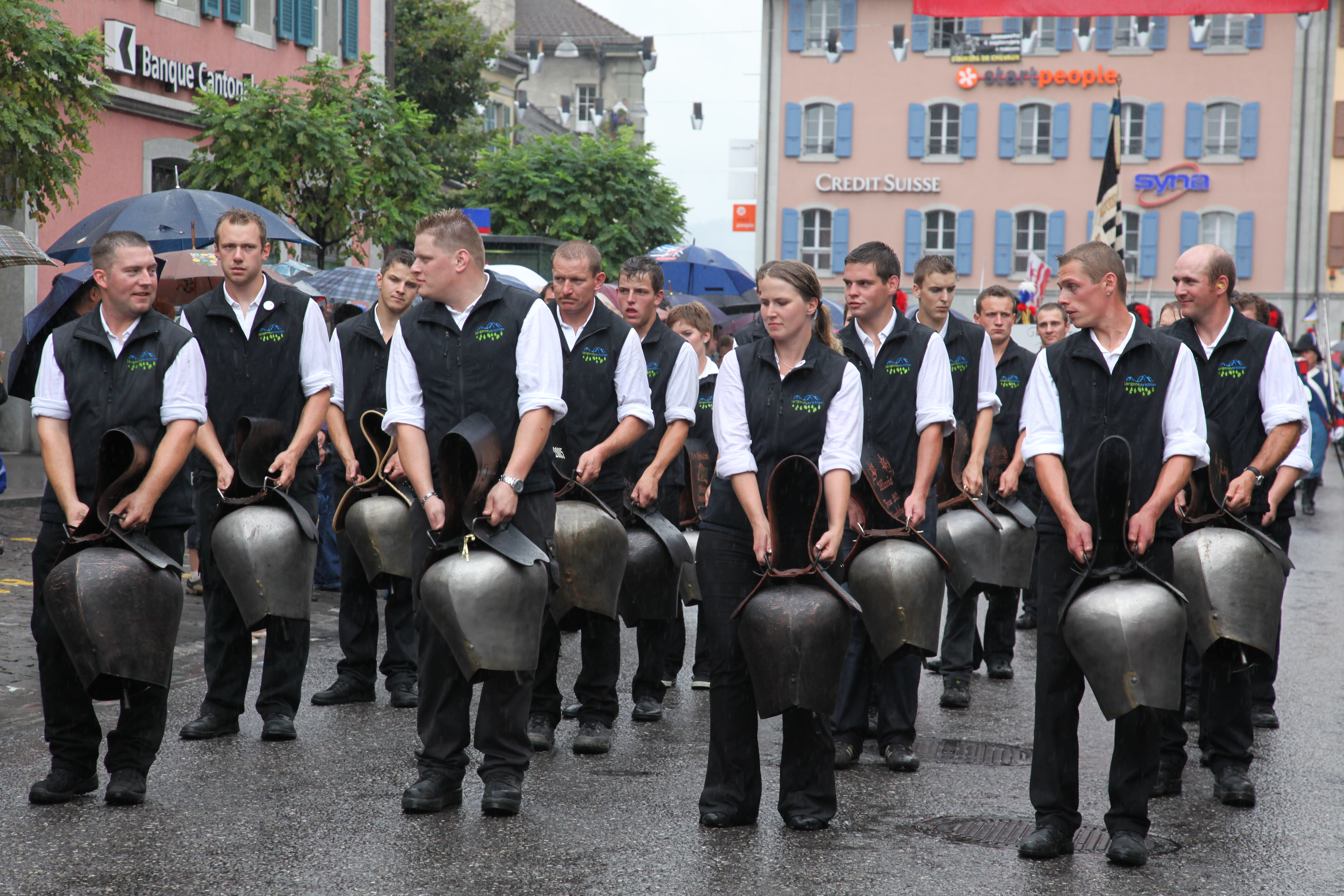
Schweizer Brauchtum mit Trycheln

Ein Brauch (von althochdeutsch bruh ‚Nutzen‘, und gehörig zu mittelhochdeutsch brūchen ‚brauchen, gebrauchen, verwenden‘) oder Usus (von lateinisch uti ‚gebrauchen‘) ist eine innerhalb einer Gemeinschaft entstandene, regelmäßig wiederkehrende, soziale Handlung von Menschen in festen, stark ritualisierten Formen. Bräuche sind Ausdruck der Tradition. Sie dienen ihrer Erhaltung und Weitergabe sowie dem inneren Zusammenhalt der Gruppe (Gruppenkohäsion).
Im Gegensatz zu Ritual, Ritus und Kult ist der Brauch weit weniger symbolhaft auf ein „höheres Ziel“ gerichtet, obgleich sich viele Bräuche im Laufe des Kulturwandels aus kultischen Handlungen entwickelt haben.

## Brauch und Brauchtum

### Abgrenzungen
Die Gewohnheiten eines Einzelnen werden nicht Brauch genannt. Aus ethnologischer Sicht bestimmt ein Brauch den Ablauf von Zeremonien, eine Sitte hingegen ist die hinter dem Brauch stehende moralische Ordnung. Alle Bräuche – oder eine zusammenhängende Gruppe von Bräuchen – einer Gemeinschaft als kulturelles Gesamtphänomen heißen Brauchtum oder Brauchkomplex.

### Brauchtum als Begriff
Die Bezeichnung Brauchtum für den Brauchkomplex ist in der volkskundlichen Brauchforschung veraltet und wird dort kaum noch verwendet. Erwähnt wird der Begriff jedoch immer für die Gesamtheit der Bräuche eines Volkes oder einer Volksgruppe.
Ein Brauch äußert sich als Begleitphänomen bestimmter, als Einschnitte wahrgenommener Lebenserfahrungen. Die menschliche Kultur hat ein reiches Brauchtum entwickelt. Dieses äußert sich in biologischen Erfahrungen und Entwicklungen, wie bei Geburt, Sexualität, Tod, oder im gesellschaftlichen Bereich durch Jubiläen, Feste, Feiern und letztlich im Transzendenten in Formen wie Kultus und religiösen Festen.

### Ursache und Wirkung
Die Initiations- und Übergangsriten bei Geburt, Aufnahme in die Gemeinschaft, Hochzeit und Tod sind oftmals mit Bräuchen verbunden, wie auch verschiedene Feste und Zeiten des Kirchenjahres, wie Advent, Weihnachten, Dreikönigstag, Fastenzeit und Ostern, Erntedankfest, Leonhardifahrt, Hubertus-, Nikolaus- und Barbaratag.
Bräuche dienen der Sinn-, Identitäts- und Integrationsstiftung. Sie vereinen und wirken gemeinschaftsbildend. Bei Staatsbesuchen erklingen die Nationalhymnen und in Gestalt der gehissten Flagge wird die jeweilige Nation geehrt. Feuerwehren, Sport- und Musikvereine, Fastnachtsgemeinschaften, Zünfte und Universitäten, Kindergruppen, Jugendcliquen oder -banden bilden und bewahren regionales wie nationales Brauchtum.

## Brauch als regelmäßiges Handlungsmuster
Ein Brauch ist eine Handlung, die nicht beliebig oder spontan abläuft, sondern einer bestimmten Regelmäßigkeit und Wiederkehr bedarf. Sie setzt eine brauchausübende Gruppe voraus, für die dieses Handeln von Bedeutung ist. Der Handlungsablauf ist durch Anfang und Ende gekennzeichnet. Seine formale wie zeichenhafte Sprache muss der Trägergruppe bekannt sein. Ein Brauch ist zum einen zu unterscheiden vom Ritus, der die soziale mit der religiösen Welt zu verbinden sucht, zum anderen von der Gewohnheit, die eine zweckmäßige, nicht notwendigerweise soziale Routine darstellt. Das Ritual ist Teil des Brauchkomplexes. Bräuche wirken zudem handlungsorientierend. Sie liefern einen Rahmen, einen Satz von Zeichen und Symbolen, Anweisungen und Rollen und passen diese an. Oftmals stellen Bräuche eine genaue Formulierung für eine bestimmte Gelegenheit bereit, die durch die Beteiligten erwartet wird.
Im Lauf der Entwicklung können Bräuche ihre Bedeutung verlieren und zum leeren Selbstzweck werden. Hierin sind sie dem Ritual verwandt, bei dem es auch durch die Entkopplung von Form und Inhalt zur Aushöhlung, also Sinnentleerung kommen kann. Bräuche und Rituale werden von den sozialen Akteuren nur dann als sinnerfüllt erlebt, wenn Form und Inhalt zusammengehen.
Die industrielle Revolution des 19. und 20. Jahrhunderts zeitigte den Übergang von einer überwiegend landwirtschaftlich geprägten zu einer städtisch-industriellen, modernen Gesellschaft. Dies brachte einen Verlust der Bedeutung vieler kollektiver Gewohnheiten und regionaler Bräuche mit sich, die in der vorindustriellen Welt beheimatet waren. Dies wird häufig als Traditionsverlust bezeichnet und kritisiert. Ein Aufrechterhalten traditioneller Bräuche aus zweiter Hand und zumeist ohne tatsächlichen Bezug zur historischen Bedeutung wird als Folklorismus umschrieben. Umgekehrt stellen Volkskundler fest, dass permanent neue Bräuche entstehen. Diese Bräuche haben oft nicht die gleiche Bindekraft und Lebensdauer wie Bräuche früherer Zeiten. Hintergrund ist, dass die Traditionsketten, die Bräuche überliefern, kürzer werden. Einer Aufstellung und Erfassung von Bräuchen aus unterschiedlichen Bereichen widmet sich das Brauchwiki.

## Klassifizierung von Bräuchen

### Typologisch
- Feuerbrauchtum
- Heischebräuche
- Lärmbräuche

### Regionale Bräuche
Man unterscheidet beispielsweise alpenländisches Brauchtum oder altskandinavisches Brauchtum. Das Schweizer Brauchtum ist im Artikel über die Kultur der Schweiz und in der Liste der lebendigen Traditionen in der Schweiz näher bezeichnet. Regionale Besonderheiten finden einen Ausdruck im Volkstanz oder der Bekleidung. Zusammengefasst werden Bräuche in der Folklore dargestellt.

### Religiöses Brauchtum
Neben dem im deutschsprachigen Raum verbreiteten christlichen Brauchtum, findet sich das Minhag als jüdisches Brauchtum. Im Rahmen neopaganer Rekonstruktionen vermuteter vorchristlicher Bräuche entwickelte sich in der Moderne ein keltischer Neopaganismus.

### Bräuche im Jahreslauf

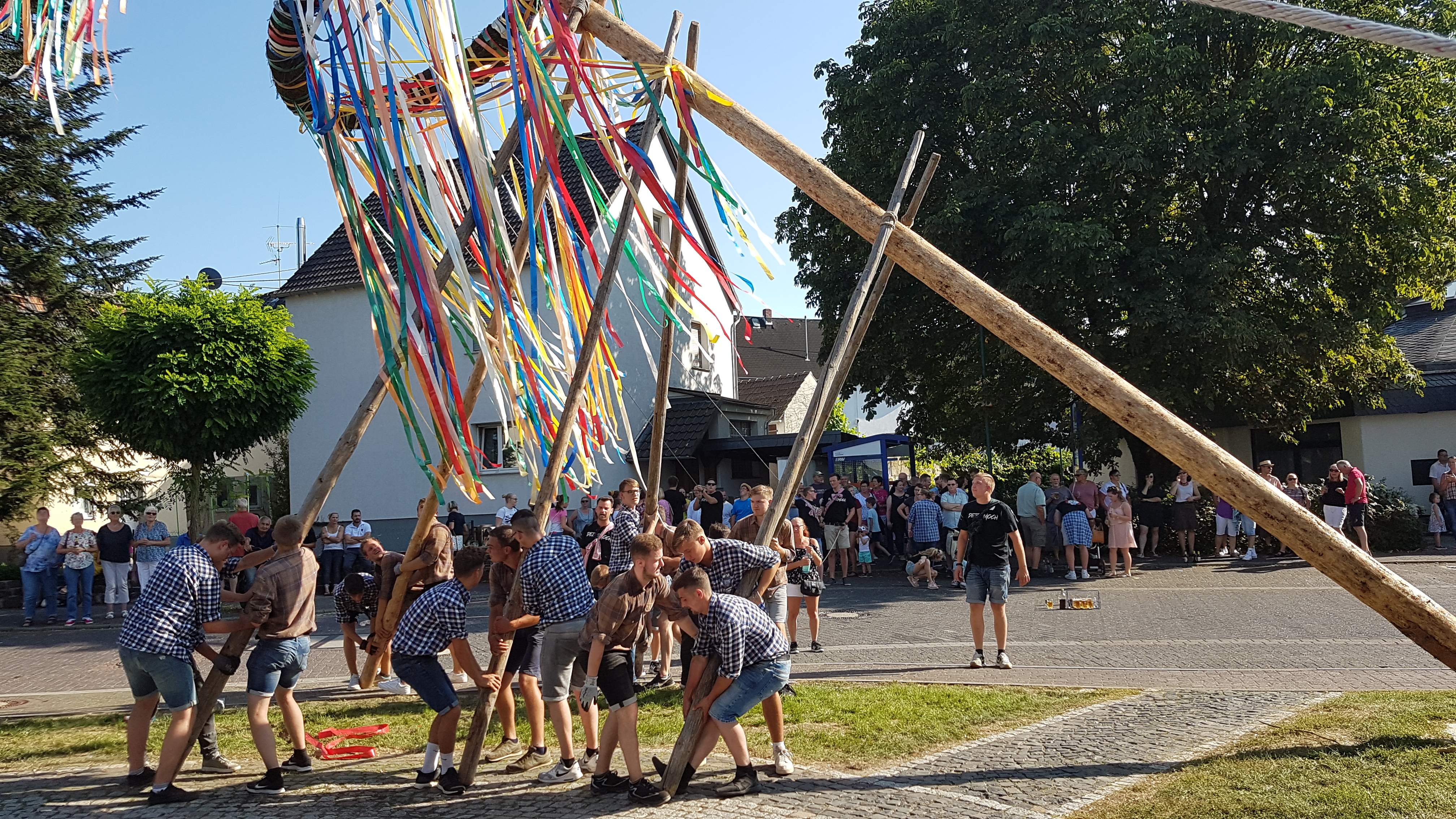
Beselich-Obertiefenbach 2019: Traditionelles Baumstellen zur Kirchweih

Eine weitere Möglichkeit Bräuche zu klassifizieren ist die Abfolge im Jahr. Solche Einteilung findet sich teilweise regional begrenzt, wobei der Jahreslauf mit dem Wechsel von Jahreszeiten oder Arbeitsabläufen die Monatseinteilung bedingt.
- Nach Jahreszeiten: Neujahrsbrauchtum, Brauchtum im Mai, Brauchtum im Herbst
- Nach dem Kirchenjahr: Brauchtum zum Advent und zu Weihnachten, im Zusammenhang mit der Fastenzeit (Fastnacht), Brauchtum zu Ostern und zu Pfingsten, zur Kirchweih, zu Allerheiligen und Allerseelen (inklusive Halloween) und zu verschiedenen Festen der Heiligen (etwa das Martinisingen bzw. Martinssingen, Sternsingen am Dreikönigstag, Philippinacht)
- Nach Tätigkeiten im Bauernjahr: Erntedankfest, Antlaßeier am Gründonnerstag
- Nach Monatsfolge
  - Januar: Hochneujahr
  - Chinesisches Neujahr zwischen dem 21. Januar und dem 21. Februar, je nach Jahr
  - April
    - Aprilscherz am 1. April
    - Freinacht, die Nacht vom 30. April zum 1. Mai

  - Maibräuche, Frühlingsbräuche
    - Aufstellen eines Maibaums am 30. April und seine Bewachung bis in den 1. Mai hinein
    - Veranstaltung eines Maifests
    - Ziehen eines Maistrichs
    - Jungenspiele in und um Würselen in der Städteregion Aachen
    - Wahl des schönsten Mädchens einer Gegend zur Maikönigin (auch Maibraut oder Maigräfin)
    - Verkauf der Maibräute, ein Maibrauchtum im Rheinland und in Franken
    - Maiherzen, auch ein Maibrauchtum im Rheinland
    - Maiennacht ein Maibrauchtum in Ostbelgien
    - Maisingen, ein Brauchtum aus der Schweiz

  - Herbstbräuche
    - Räbenlichter, Rübengeistern

  - Jahresabschluss, Jahreswende: Silvesterfeier

### Bräuche im Lebenslauf

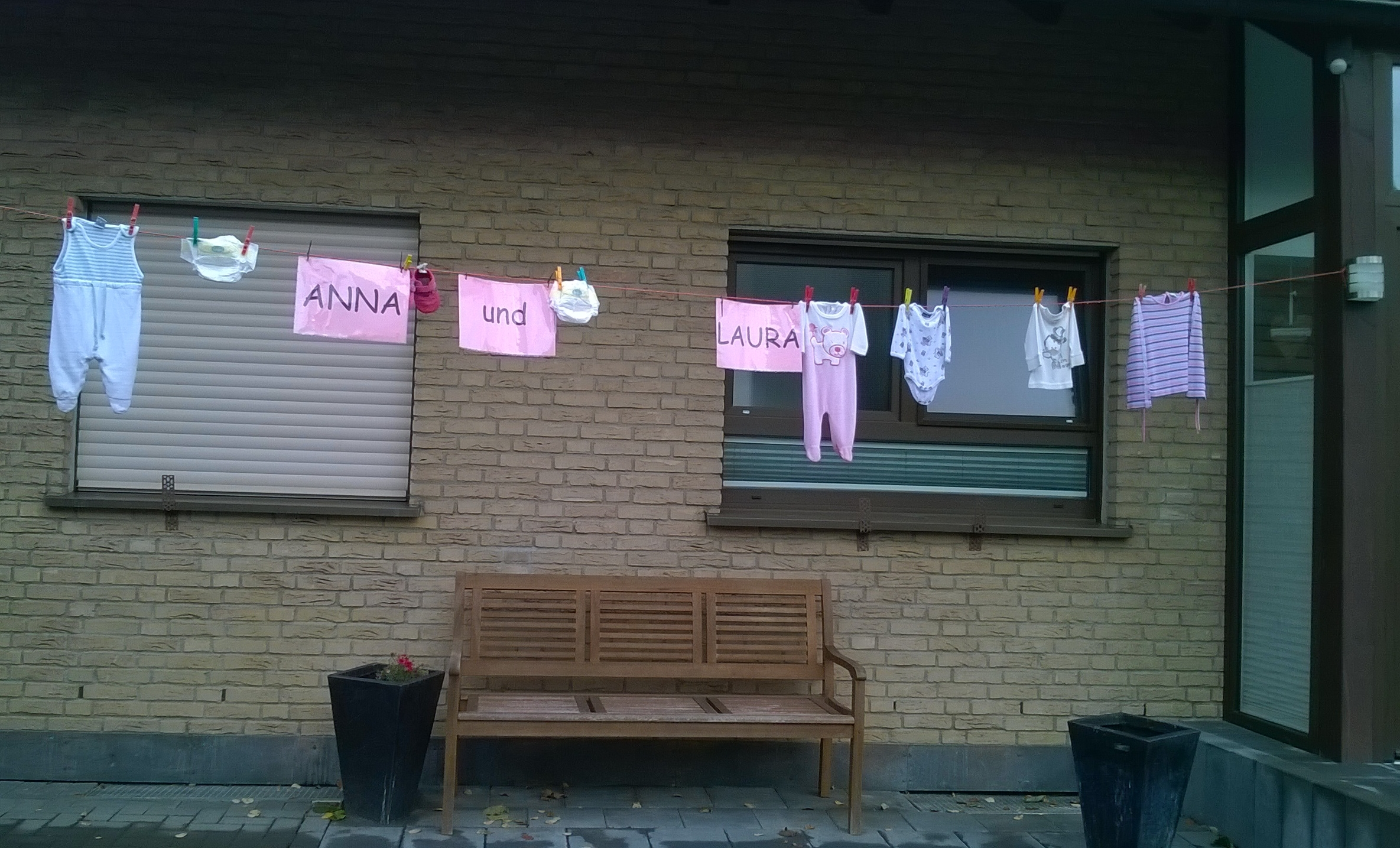
Geburtsanzeige von Zwillingen

In dieser Form findet sich Brauchtum zur Geburt (Storch aufstellen), beim Erreichen des Jugendalters (Konfirmation, Firmung, Jugendweihe), zur Liebesanbahnung, bei der Verlobung oder Hochzeit und der Sepulkralkultur.

### Bräuche der Berufe und Stände
Innerhalb einiger Berufsstände hat sich ein umfangreiches Brauchtum entwickelt; neben den Handwerkern betrifft es insbesondere die Bräuche der Bergleute. Ritualisierte Abläufe finden sich bei den Verbänden der Schützen und darauf bezogen im Soldatischen. Weitere Bräuche finden sich bei den Studenten, im jagdlichen Brauchtum und in (teilweise regionalen) Bräuchen zur Abiturfeier.